# Ustîluh
Ustîluh (în ucraineană Устилуг) este un oraș raional din raionul Volodîmîr-Volînskîi, regiunea Volînia, Ucraina. În afara localității principale, mai cuprinde și satele Parhomenkove, Trosteanka și Zalujjea.

## Demografie
Componența lingvistică a orașului Ustîluh
     Ucraineană (98,07%)
     Rusă (1,36%)
     Alte limbi (0,17%)
Conform recensământului din 2001, majoritatea populației orașului Ustîluh era vorbitoare de ucraineană (98,07%), existând în minoritate și vorbitori de rusă (1,36%).